# Аристотелия (растение)
Аристоте́лия (лат. Aristotelía) — род двудольных растений из Южного полушария. Ранее род относили к семейству Липовые (Tiliaceae), сейчас включают в семейство Элеокарповые, или Маслоплодниковые (Elaeocarpaceae).
Из пяти входящих в род видов два распространены в Новой Зеландии, два в Австралии и один — в Чили и Аргентине.

## Название
Род назван в 1784 году в честь Аристотеля (384 до н. э. — 322 до н. э.), одного из величайших учёных и философов Древней Греции, основоположника формальной логики, автора нескольких биологических трактатов.

## Биологическое описание
Aristotelia chilensis [syn.  Aristotelia macqui] — наиболее известный вид этого рода, вечнозелёный кустарник, растущий в Чили. Вырастает в высоту до 1,5 м. Ствол прямостоячий, красноватый; листья продолговатые глянцевитые, расположены попарно. Цветки белые, собраны на концах ветвей повислыми кистями, состоят из 4—5-дольной чашечки, четырёх-пяти обратносердцевидных лепестков, множества тычинок и одного пестика. Плоды — чёрно-красные шаровидные трёхгнёздые ягоды с двумя семенами в каждом гнезде; плоды съедобные, но очень кислые.
Aristotelia peduncularis, растущая на Тасмании, — кустарник с широкими тёмно-зелёными листьями. Цветки бело-розовые, воронковидные. Плоды — красные, в форме сердечек, с ними связано английское общеупотребительное название этого растения: heart berry (heart — «сердце», berry — «ягода»).

## Использование
Аристотелия культивируется как декоративное садовое растение. Кустарник размножается черенками, разводится в оранжереях, где они должны зимовать, а на лето могут высаживаться в грунт.
В Чили Aristotelia macqui иногда культивируют; ягоды этого вида используют для подкрашивания вина, а также для приготовления специального ликёра, употребляемого в качестве противолихорадочного средства.

## Виды
По информации базы данных The Plant List, род включает 8 видов:
- Aristotelia australasica F.Muell. — Аристотелия австралазийская. Вид из штата Новый Южный Уэльс, Австралия. Английское название: Mountain Wineberry.
- Aristotelia braithwaitei F.Muell.
- Aristotelia chilensis (Mol.) Stuntz — Аристотелия чилийская — Вид из Чили и Аргентины. Английские названия: Maqui, Chilean Wineberry.
- Aristotelia × colensoi Hook.f.
- Aristotelia fruticosa Hook.f. Вид из Новой Зеландии. Английские названия: Shrubby Wineberry, Mountain Wineberry.
- Aristotelia gaultheria F.Muell.
- Aristotelia peduncularis (Labill.) Hook.f. Тасманийский вид. Английское название: Heart Berry.
- Aristotelia serrata (J.R.Forst. & G.Forst.) W.R.B.Oliv. — Аристотелия зубчатая — Вид из Новой Зеландии. Английское название: New Zealand Wineberry, маорийское название: Mako Mako.

## Прочие сведения
Aristotelia — научное название не только рода цветковых растений Аристотелия из семейства Элеокарповые (Elaeocarpaceae), но и рода насекомых из семейства Моли выемчатокрылые (Gelechiidae). Поскольку ботанический род Aristotelia L'Her., 1784 находится в юрисдикции Международного кодекса ботанической номенклатуры, а зоологический род Aristotelia Hübner, 1825 — в юрисдикции Международного кодекса зоологической номенклатуры, эти названия не являются таксономическими омонимами, и к ним не должна применяться процедура устранения омонимии.